# Самотній Джим
«Самотній Джим» — комедійно-драматична стрічка актора та режисера Стіва Бушемі з Кейсі Аффлеком у головній ролі.

## Сюжет
Джиму не вдалося жити самостійним життям у Нью-Йорку і він повертається в батьківський дім. Його старший брат Тім нещодавно розлучився і також повернувся додому з двома маленькими донечками. Він влаштувався на сімейну фабрику. Батько тисне на Джима, щоб той пішов працювати туди, але молодший син не виявляє зацікавленості.
Після невдалого самогубства Тім потрапляє до лікарні. Джим бере обов'язки брата: тренує жіночу баскетбольну команду та працює на фабриці. Навідуючи брата, головний герой зустрічає медсестру Аніку, з якою познайомився в місцевому барі. Він запрошує її на побачення. Аніка бачить та розуміє його проблеми, тому вирішує залишитися з ним.
На роботі Джим помічає, що його дядько Стейсі використовує фабрику як прикриття для збуту наркотиків. Стейсі вдається вплутати й племінника у свої незаконні операції, через які Джим не може розповісти про реальний стан справ, щоб маму виправдали через звинувачення у розповсюдженні наркотиків.
Головний герой вирішує переїхати в Новий Орлеан та запрошує Аніку з сином. Врешті-решт він вирішує їхати сам, залишивши лист у якому розкриває істинного злочинця. На автобусній зупинці Аніка з сином прощаються з Джимом та повертаються додому. Чоловік з валізами біжить за ними, а потім п'є воду на задньому сидінні машини.

## У ролях
| Актор            | Роль   |
| ---------------- | ------ |
| Кейсі Аффлек     | Джим   |
| Лів Тайлер       | Аніка  |
| Кевін Корріган   | Тім    |
| Мері Кей Плейс   | Саллі  |
| Сеймур Кассель   | Дон    |
| Марк Бун Джуніор | Стейсі |
| Джек Ровелло     | Бен    |

## Створення фільму

### Виробництво
Зйомки фільму проходили в Індіані, США.

### Знімальна група
- Кінорежисер — Стів Бушемі
- Сценарист — Джим Страус
- Кінопродюсери — Джейк Абрахам, Галт Нідергоффер, Селін Реттрей, Гарі Вінік, Стів Бушемі
- Композитор — Еван Лурі
- Кінооператор — Філ Пармет
- Кіномонтаж — Пламмі Такер
- Художник-постановник — Чак Фольтер
- Артдиректор — Чак Фольтер
- Художник-декоратор — Джеймс Бівер
- Художник з костюмів — Вікторія Фаррелл
- Підбір акторів — Шейла Джефф, Джорджианн Волкен[2].

## Сприйняття

### Критика
Фільм отримав змішані відгуки. На сайті Rotten Tomatoes оцінка стрічки становить 60 % на основі 90 відгуків від критиків (середня оцінка 6/10) і 56 % від глядачів із середньою оцінкою 2,9/5 (22 369 голоси). Фільму зарахований «стиглий помідор» від кінокритиків та «розсипаний попкорн» від глядачів, Internet Movie Database — 6,6/10 (7 190 голосів), Metacritic — 54/100 (25 відгуків від критиків) і 6,9/10 (10 відгуків глядачів).

### Номінації та нагороди
| Нагороди та номінації фільму «Самотній Джим» | Нагороди та номінації фільму «Самотній Джим» | Нагороди та номінації фільму «Самотній Джим» | Нагороди та номінації фільму «Самотній Джим» | Нагороди та номінації фільму «Самотній Джим» | Нагороди та номінації фільму «Самотній Джим» |
| Рік                                          | Кінофестиваль/кінопремія                     | Категорія/нагорода                           | Номінант                                     | Результат                                    |                                              |
| -------------------------------------------- | -------------------------------------------- | -------------------------------------------- | -------------------------------------------- | -------------------------------------------- | -------------------------------------------- |
| 2005                                         | Гентський міжнародний кінофестиваль          | Гран-прі                                     | Стів Бушемі                                  | Номінація                                    |                                              |
| 2005                                         | «Санденс»                                    | Гран-прі журі                                | Стів Бушемі                                  | Номінація                                    |                                              |
| 2006                                         | Національна рада кінокритиків США            | Найкращі незалежні фільми                    | «Самотній Джим»                              | Перемога                                     |                                              |
| 2006                                         | Асоціація кінокритиків Сент-Луїса            | Найкращий непомічений фільм                  | «Самотній Джим»                              | Номінація                                    |                                              |